# فيكتوريو كاسا
فيكتوريو كاسا (بالإسبانية: Victorio Casa)‏ هو لاعب كرة قدم أرجنتيني في مركز الهجوم، ولد في 28 أكتوبر 1943 في مار دل بلاتا في الأرجنتين، وتوفي بنفس المكان في 6 يونيو 2013 بسبب توقف القلب. شارك مع منتخب الأرجنتين لكرة القدم. أما مع النوادي، فقد لعب مع كيلمس ونادي سان لورينزو وواشنطن ويبس.